# Квантовый мираж

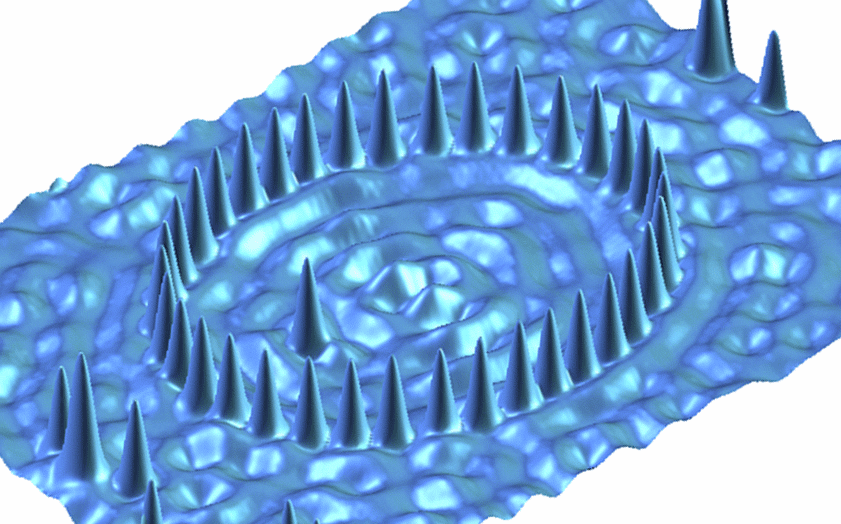
Рис. СТМ изображение эллиптического квантового загона. Дополнительный атом помещён в фокус эллипса и создаёт квантовый мираж.

Квантовый мираж — возникновение проекции электронной структуры, окружающей находящийся на проводящей поверхности атом, размещённый внутри квантового загона. Эффект является следствием когерентного отражения парциальных волн электронов, рассеянных реальным атомом, в результате которого на некотором расстоянии от атома возникает спектральный образ. Квантовый загон играет роль резонатора, а двумерные электронные состояния на поверхности металла образуют проекционную среду. В 2000 году квантовый мираж впервые наблюдался в экспериментах Гари Манохарана, Кристофера Луца и Дональда Эйглера в IBM Almaden Research Center.

## Описание эксперимента
Квантовый мираж — физическое явление, которое наблюдается в искусственных нанообъектах на поверхности металла, квантовых загонах, создаваемых с помощью технологии манипуляции отдельными атомами, использующей сканирующий туннельный микроскоп (СТМ). Явление заключается в проецировании локальной плотности поверхностных электронных состояний вблизи отдельного атома в другую точку на поверхности металла, на которой создан «загон». Мираж возникает вследствие когерентной перефокусировки парциальных электронных волн, которые рассеиваются единичным атомом и атомами, формирующими «загон».
В эксперименте квантовые загоны в форме эллипса состояли из атомов кобальта, помещённых на чистую поверхность с кристаллографической ориентацией (111) меди (Рис.). Например, у одного из «загонов» большая полуось эллипса составляла 71.3Å, его эксцентриситет был равен 1/2, а расстояние между соседними атомами было около 2.55Å при температуре 4К. Такой «загон» содержал всего 86 электронов. Поверхность Cu(111) была выбрана в качестве основы квантового загона, поскольку вблизи неё существуют поверхностные состояния двумерного электронного газа, рассеяние которых на адсорбированных атомах кобальта может быть исследовано с помощью СТМ.
В фокус эллипса помещался единичный атом Co, обладающий магнитным моментом. Если иридиевая игла СТМ была расположена непосредственно над атомом кобальта, то наблюдался резонанс Кондо, проявлявшийся в появлении минимума на зависимости производной туннельного тока по напряжению. В то же время, проявление эффекта Кондо наблюдалось и тогда, когда контакт СТМ находился над вторым фокусом, в котором магнитного атома не было. Обнаруженное квантовое явление подобно фокусировке световых лучей в фокусе отражающего эллипса, если источник света расположен в другом фокусе.
Эллиптическая форма квантового загона — не единственная возможность наблюдения квантового миража. Например, квантовый мираж наблюдался в «загоне», имеющем форму «стадиона» (две полуокружности, соединённые прямыми линиями).
Магнитный момент атомов квантового загона не является обязательным условием наблюдения миража. Так, квантовый мираж наблюдался и при замене магнитного атома железа на немагнитный атом серебра.

## Теория
Строгая теория квантового миража использует формализм функций Грина для уравнения Шрёдингера. Для объяснения этого явления можно использовать качественные рассуждения.
Кондактанс {\textstyle G(eV,\mathbf {r} )} (производная туннельного тока {\displaystyle I} по напряжению {\displaystyle V}), измеряемый с помощью СТМ, пропорционален локальной плотности электронных состояний {\displaystyle \rho \left(\varepsilon _{F}+eV,\mathbf {r} \right)} в точке поверхности {\textstyle \mathbf {r} }, находящейся непосредственно под иглой СТМ ({\textstyle \varepsilon _{F}} — энергия Ферми),
{\displaystyle \rho \left(\varepsilon ,\mathbf {r} \right)=\sum \limits _{\nu }{\left|{{\psi }_{\nu }}\left(\mathbf {r} \right)\right|}^{2}\delta \left(\varepsilon -{{\varepsilon }_{\nu }}\right)\,,}
где {\displaystyle {{\psi }_{\nu }}\left(\mathbf {r} \right)} — собственные волновые функции двумерных электронов с учётом рассеяния на атомах «загона» и дополнительном атоме внутри него, {\displaystyle \nu } — полный набор квантовых чисел, {\textstyle \varepsilon _{\nu }} — собственные значения энергии. Если расстояние между квантовыми уровнями больше чем их уширение {\displaystyle \delta } вследствие неупругих процессов рассеяния, только одно квантовое состояние, лежащее вблизи уровня Ферми {\textstyle \varepsilon _{\nu }\approx \varepsilon _{F}}, будет ответственным за возникновение квантового миража. Далее задача может быть разделена на две части: 1) вычисление волновой функции квазисвязанных состояний в квантовом загоне, {\displaystyle {{\psi }_{\varepsilon _{F}}}\left(\mathbf {r} \right)}, и 2) нахождение добавки, связанной с дополнительным магнитным атомом внутри загона. Если напряжение смещения на игле СТМ {\textstyle eV\ll \delta }, изменение кондактанса {\textstyle \delta G(eV,\mathbf {r} )} при помещении в «загон» дополнительного магнитного атома в точку {\textstyle \mathbf {r} _{I}} описывается формулой:
{\displaystyle \delta G\left(eV,\mathbf {r} \right)\propto -{{\left|{{\psi }_{{\varepsilon }_{F}}}\left(\mathbf {r} \right)\right|}^{2}}{{\left|{{\psi }_{{\varepsilon }_{F}}}\left({{\mathbf {r} }_{I}}\right)\right|}^{2}}{\frac {{{k}_{B}}{{T}_{K}}}{{{\left(eV\right)}^{2}}+{{\left({{k}_{B}}{{T}_{K}}\right)}^{2}}}}\,,}
где {\textstyle k_{B}} — постоянная Больцмана, {\textstyle T_{K}} — температура Кондо. Из приведённой формулы следует, что:
- Спектральное изменение {\textstyle G(eV,\mathbf {r} )} представляет собой провал шириной {\textstyle k_{B}T_{K}}, сосредоточенный вокруг значения {\displaystyle eV=0}, как это наблюдается в экспериментах.
- Провал проецируется в любую точку «загона» с амплитудой, пропорциональной {\displaystyle {{\left|{{\psi }_{{\varepsilon }_{F}}}\left(\mathbf {r} \right)\right|}^{2}}{{\left|{{\psi }_{{\varepsilon }_{F}}}\left({{\mathbf {r} }_{I}}\right)\right|}^{2}}}. Следовательно, проекция увеличивается, когда примесь и точка наблюдения находятся в координатах, в которых волновая функция «загона» для уровня Ферми имеет экстремальные значения. Проекция исчезает, когда примесь или точка наблюдения расположены в минимуме.
- Волновая функция на уровне Ферми любого квантового загона имеет несколько максимумов, так что мираж можно наблюдать в разных геометриях[8].

Построение СТМ изображения требует нахождения функций {\displaystyle {{\psi }_{\varepsilon _{F}}}\left(\mathbf {r} \right)}. В случае эллиптического «загона» уравнение Шрёдингера можно решить путём перехода к эллиптическим координатам, и его решение выразить через функции Матьё. В модели с  бесконечным потенциальным барьером на границе «загона» волновая функция удовлетворяет нулевому граничному условию для координаты, перпендикулярной эллипсу, ограничивающему «загон» и условию периодичности для второй координаты, линии уровня которой являются эллипсами. Построенные на основании такой модели СТМ изображения хорошо согласуются с экспериментом.
Волновая функция эллиптического «загона» при энергии, равной {\textstyle \varepsilon _{F}} имеет максимумы вблизи, но не в самих фокусах. Этот результат согласуется с экспериментальным наблюдением, что снижает важность роли, которую играют фокусы.